# Дэвидсон, Уильям
Уильям Плитиан Дэвидсон (англ. William Phythian Davidson; 1876, Ливерпуль — 15 апреля 1939) — британский яхтсмен, серебряный призёр летних Олимпийских игр 1908 года.
На Играх 1908 года в Лондоне Дэвидсон соревновался в классе 12 м. Его команда дважды приходила к финишу второй, заняв в итоге второе место.